# Saint-Germain-de-Joux
Saint-Germain-de-Joux ist eine französische Gemeinde mit 505 Einwohnern (Stand 1. Januar 2022) im Département Ain in der Region Auvergne-Rhône-Alpes. Sie gehört zum Arrondissement Nantua und ist Mitglied im Gemeindeverband Terre Valserhône. Die Bewohner werden San-Germinois und San-Germinoises genannt.

## Geographie
Die Gemeinde Saint-Germain-de-Joux liegt auf 506 m, etwa zehn Kilometer nordwestlich der Stadt Bellegarde-sur-Valserine und 39 Kilometer östlich der Präfektur Bourg-en-Bresse (Luftlinie). Das Dorf erstreckt sich im französischen Jura im engen Tal der Semine, in das hier von Westen der Taleinschnitt der Cluse de Nantua mündet, zwischen den Jurahöhen von Retord im Süden und Échallon im Norden.
Die Fläche des 11,27 km² großen Gemeindegebiets umfasst einen Abschnitt des Hochjuras. Das Gebiet wird von Norden nach Süden von der Semine (rechter Nebenfluss der Valserine) in einem tief in die Jurahöhen eingeschnittenen Tal durchflossen. Bei Saint-Germain-de-Joux mündet von Westen der Combet, welcher den östlichen Teil der Cluse de Nantua entwässert. Zum Gemeindebann gehören auch die steilen und teilweise von Felswänden überragten Hänge beidseits der Täler von Semine und Combet. Nach Nordosten erstreckt sich das Gemeindeareal auf einen bewaldeten breiten Höhenrücken des Juras, auf dem mit 1091 m die höchste Erhebung von Saint-Germain-de-Joux erreicht wird. Das Gemeindegebiet ist Teil des Regionalen Naturparks Haut-Jura (frz.: Parc naturel régional du Haut-Jura).
Zu Saint-Germain-de-Joux gehören neben dem eigentlichen Dorf auch verschiedene Weiler und Gehöfte, darunter:
- La Voûte (520 m) in der Cluse de Nantua westlich des Dorfes
- Les Combes (610 m) am östlichen Talhang der Semine
- Marnod (710 m) auf einem Geländevorsprung östlich des Tals der Semine

Nachbargemeinden von Saint-Germain-de-Joux sind Échallon und Giron im Norden, Champfromier und Montanges im Osten, Châtillon-en-Michaille und Le Poizat-Lalleyriat im Süden sowie Charix und Plagne im Westen.

## Geschichte
Das Gebiet von Saint-Germain-de-Joux gehörte im Mittelalter zum Grundbesitz des Klosters von Nantua, das hier im 13. Jahrhundert eine Festung errichten ließ. Die Kontrolle über den damals schon wichtigen Verkehrsweg durch die Cluse de Nantua übernahmen im 14. Jahrhundert die Grafen von Savoyen. Erstmals urkundlich erwähnt wird die Ortschaft im Jahre 1302 unter dem latinisierten Namen Sanctus Germanus Jurensis; von 1622 ist die Bezeichnung Sainct Germain überliefert.

### Bevölkerungsentwicklung
| Jahr                       | 1962 | 1968 | 1975 | 1982 | 1990 | 1999 | 2010 | 2021 |
| -------------------------- | ---- | ---- | ---- | ---- | ---- | ---- | ---- | ---- |
| Einwohner                  | 706  | 615  | 546  | 536  | 465  | 476  | 480  | 505  |
| Quellen: Cassini und INSEE |      |      |      |      |      |      |      |      |

Mit 505 Einwohnern (Stand 1. Januar 2022) gehört Saint-Germain-de-Joux zu den kleinen Gemeinden des Départements Ain. Nachdem die Einwohnerzahl während des 20. Jahrhunderts deutlich abgenommen hatte (1881 zählte das Dorf noch 965 Einwohner), wurde seit Beginn der 1990er Jahre wieder ein leichtes Bevölkerungswachstum verzeichnet. Die Ortsbewohner von Saint-Germain-de-Joux heißen auf Französisch San-Germinois(es).

## Sehenswürdigkeiten
Die Pfarrkirche Saint-Nicolas in Saint-Germain-de-Joux wurde zu Beginn des 19. Jahrhunderts neu erbaut. Auf dem Friedhof steht eine gotische Kapelle.

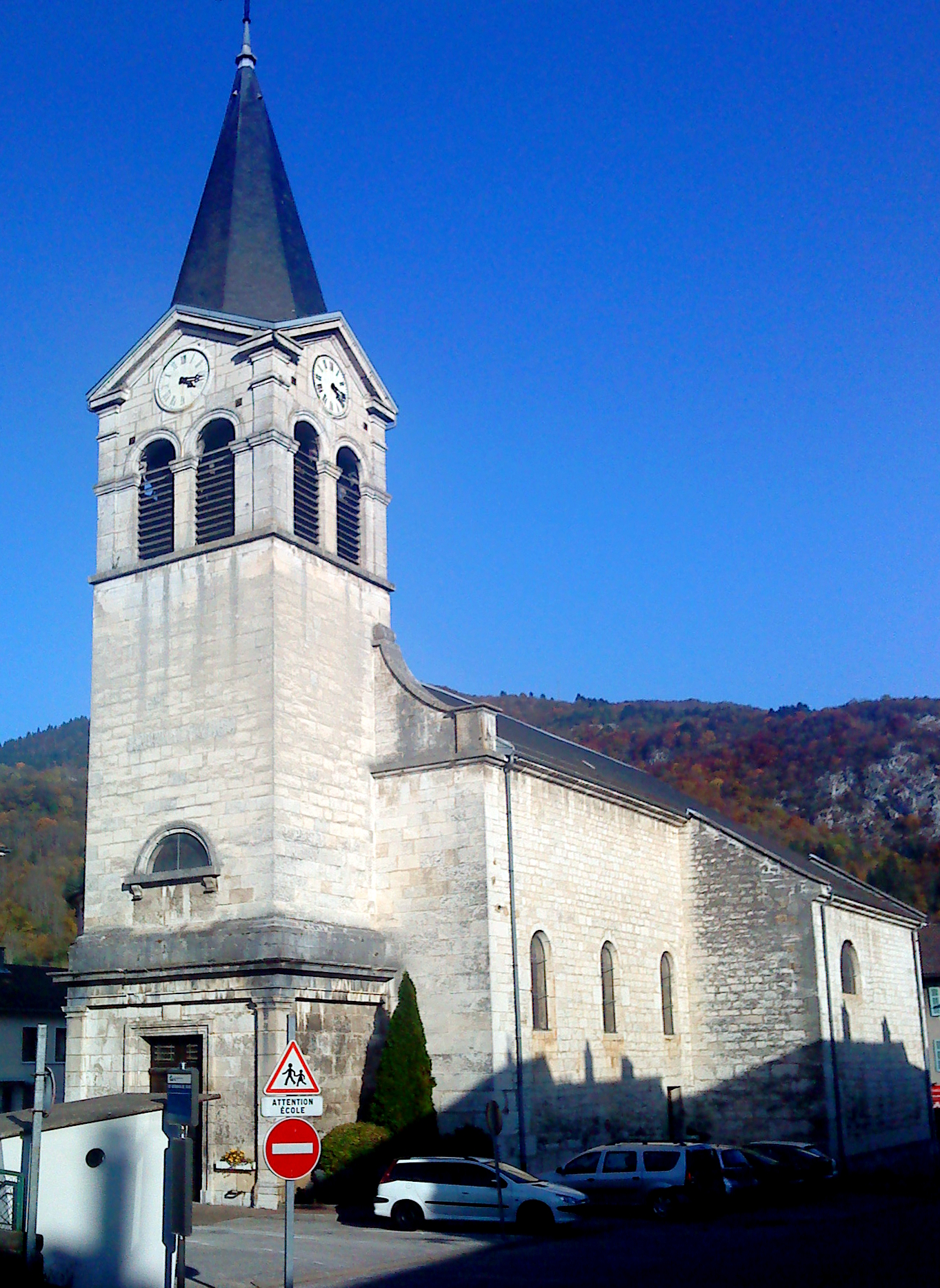
Kirche Saint-Nicolas
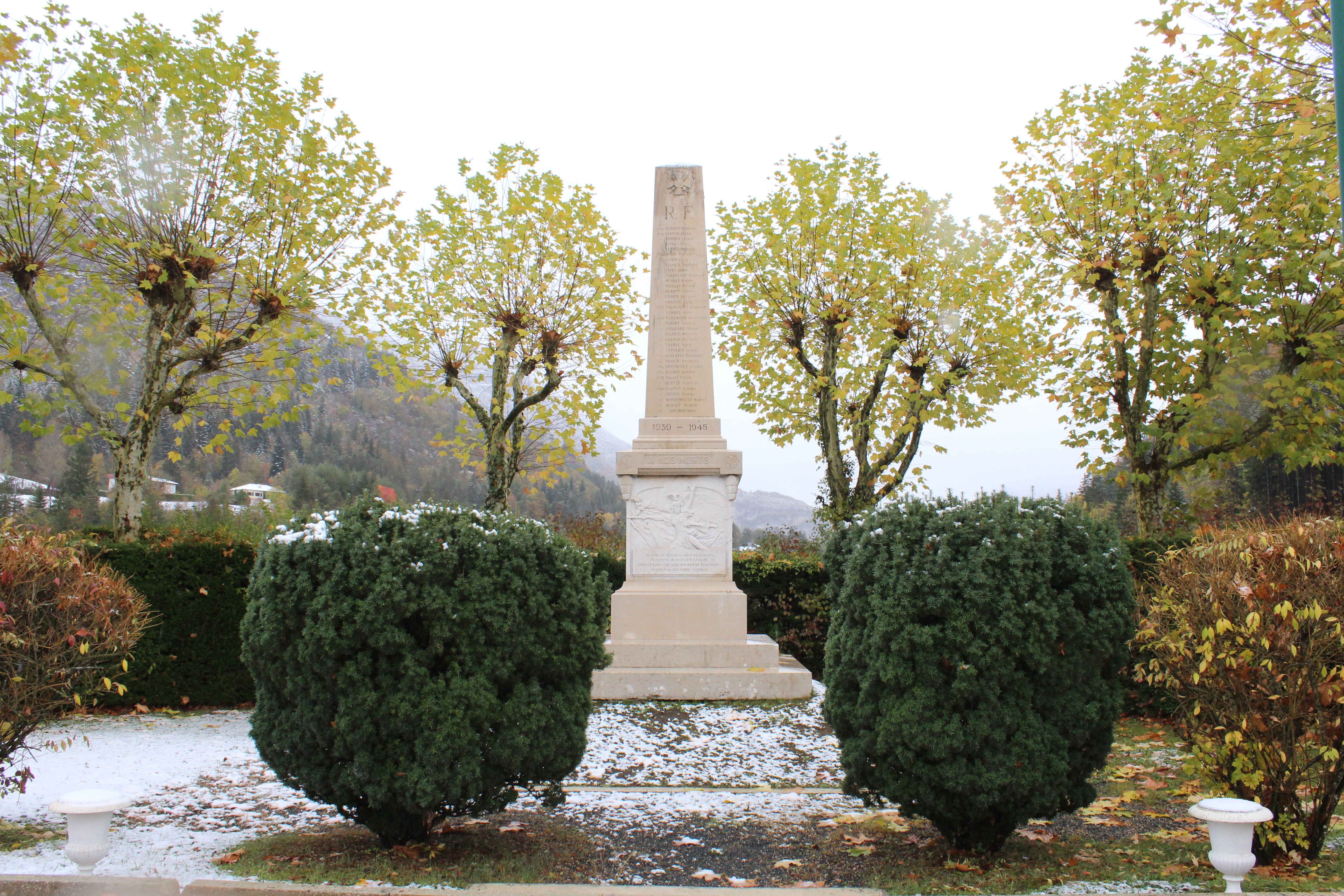
Gefallenendenkmal

## Wirtschaft und Infrastruktur
Saint-Germain-de-Joux war bis weit ins 20. Jahrhundert hinein ein vorwiegend durch die Landwirtschaft geprägtes Dorf. Daneben gibt es heute einige Betriebe des lokalen Kleingewerbes. Zahlreiche Erwerbstätige sind Wegpendler, die in den größeren Ortschaften der Umgebung und hauptsächlich in Bellegarde-sur-Valserine ihrer Arbeit nachgehen.
Die Ortschaft ist verkehrstechnisch gut erschlossen. Sie liegt an der Hauptstraße D1084, die von Bellegarde-sur-Valserine via Nantua nach Pont-d’Ain führt. Weitere überregionale Straßenverbindungen bestehen mit Oyonnax, Saint-Claude und Le Grand-Abergement. Die Autobahn A40, die 1989 eröffnet wurde, verläuft südlich von Saint-Germain-de-Joux durch einen rund 1 km langen Tunnel. Der nächste Anschluss befindet sich in einer Entfernung von rund neun Kilometern. Saint-Germain-de-Joux besaß einen Bahnhof an der Eisenbahnlinie von Bellegarde via Nantua nach Bourg-en-Bresse. Die Strecke ist im Jahr 2010 als TGV-Linie Haut-Bugey wieder reaktiviert worden (ohne Halt in Saint-Germain).
In Saint-Germain-de-Joux befindet sich eine staatliche école primaire (Grundschule mit eingegliederter Vorschule).